# Козанкі-Великі
Козанкі-Великі (пол. Kozanki Wielkie) — село в Польщі, у гміні Унеюв Поддембицького повіту Лодзинського воєводства.
Населення — 78 осіб (2011).
У 1975-1998 роках село належало до Конінського воєводства.

## Демографія
Демографічна структура станом на 31 березня 2011 року:
|          | Загалом | Допрацездатний вік | Працездатний вік | Постпрацездатний вік |
| -------- | ------- | ------------------ | ---------------- | -------------------- |
| Чоловіки | 46      | 8                  | 32               | 6                    |
| Жінки    | 32      | 4                  | 18               | 10                   |
| Разом    | 78      | 12                 | 50               | 16                   |